# Laminin

Laminin je složen ze tří polypeptidů a má tvar kříže

Laminin je glykoprotein, který tvoří základní složku tzv. bazální laminy na bázi epiteliálních tkání. Molekula lamininu se skládá ze tří původně samostatných řetězců, který se propojují disulfidickými můstky a vytváří spolu komplex křížovitého tvaru. Dva řetězce se přitom šroubovicovitě ovíjí kolem třetího řetězce asi do dvou třetin jeho délky, načež se u svého N-konce rozchází a vytváří tak dojem křížovité struktury.
Lamininy jsou schopny vázat se na nidogen a perlekan (jež propojují lamininy s kolagenem), ale i na lamininové receptory (integriny či dystroglykany) na povrchu buněk. Známy jsou lamininy několika typů, označované čísly (1–5), přičemž laminin 5 je také znám jako kalinin. Obvykle řídí buněčnou adhezi a migraci během embryonálního vývoje.